# Швингер, Джулиан
Джулиан Сеймур Шви́нгер (англ. Julian Seymour Schwinger; 12 февраля 1918, Нью-Йорк, США — 16 июля 1994, Лос-Анджелес, США) — американский физик, лауреат Нобелевской премии по физике 1965 года «За фундаментальные работы по квантовой электродинамике, имевшие глубокие последствия для физики элементарных частиц» совместно с Ричардом Фейнманом и Синъитиро Томонагой.
Швингером сделан существенный вклад в такие разделы теоретической физики как ядерная физика, атомная физика, физика элементарных частиц, статистическая механика, классическая электродинамика, квантовая теория поля, общая теория относительности.
Член Национальной академии наук США (1949), Американского физического общества (1941).

## Биография

### Ранние годы
Джулиан Сеймур Швингер родился в Нью-Йорке в еврейской семье из Польши — Белл Розенфельд (англ. Belle Rosenfeld; 1892, Лодзь — 1974, Нью-Йорк) и Бенджамина Швингера (англ. Benjamin Schwinger, 1882, Новы-Сонч — 1953, Нью-Йорк), производителя одежды. Как его отец, так и родители его матери были преуспевающими производителями одежды, хотя семейный бизнес пришёл в упадок после краха на Уолл-Стрит в 1929 году. Семья была последователем ортодоксальных еврейских традиций. Старший брат Джулиана Гарольд (англ. Harold) Швингер родился в 1911 году, на семь лет раньше Джулиана, появившегося на свет в 1918 году.
Швингер был не по годам развитым ребёнком — в возрасте трёх лет мог читать. Он учился в средней школе Таунсенда Харриса с 1932 по 1934 годы, которая в то время считалась средней школой для одарённых учеников. В старшей школе Джулиан уже начал читать научные статьи из Physical Review таких авторов, как Поль Дирак, в библиотеке Городского колледжа Нью-Йорка (CCNY), в кампусе которого тогда располагалась его школа.
Осенью 1933 года Швингер поступил на бакалавриат в Городской колледж Нью-Йорка. В то время CCNY автоматически принимала всех выпускников Таунсенда Харриса, и оба учреждения предлагали бесплатное обучение. Из-за своего сильного интереса к физике и математике Джулиан очень хорошо успевал по этим предметам, несмотря на то, что часто пропускал занятия и учился прямо по книгам. С другой стороны, его отсутствие интереса к другим темам, таким как английский, привело к академическим конфликтам с учителями этих предметов.
После того, как Джулиан присоединился к CCNY, его брат Гарольд, который ранее также окончил CCNY, попросил своего бывшего одноклассника Ллойда Мотца «познакомиться с [Джулианом]». Ллойд в то время был инструктором по физике CCNY и аспирантом Колумбийского университета. Ллойд познакомился и вскоре признал талант Джулиана. Заметив академические проблемы Швингера, Ллойд решил попросить помощи у Исидора Исаака Раби, которого он знал по работе в Колумбийском университете. Раби также сразу же признал способности Швингера при их первой встрече, а затем принял меры, чтобы предоставить Швингеру стипендию для обучения в Колумбийском университете. Сначала плохие оценки Джулиана по некоторым предметам в CCNY помешали присуждению стипендии. но Раби настоял и показал неопубликованную статью по квантовой электродинамике, написанную Швингером Хансу Бете, который случайно проезжал через Нью-Йорк. Одобрения статьи Бете и его репутации в этой области было достаточно, чтобы обеспечить стипендию для Джулиана, который затем перешёл в Колумбию. Его академическая успеваемость в университете была намного лучше, чем в CCNY. Он был принят в общество Phi Beta Kappa и получил степень бакалавра в 1936 году.
Во время учёбы Швингера в аспирантуре Раби почувствовал, что для Джулиана было бы полезно посетить другие учреждения по всей стране, и Джулиан был награждён стипендией для путешествий на 37/38 год, который он провёл, работая с Грегори Брейтом и Юджином Вигнером. За это время Швингер, у которого ранее уже была привычка работать до поздней ночи, пошёл дальше и сделал переключение день/ночь более полным, работая ночью и спал днем, — привычка, которую он сохранил на протяжении всей своей карьеры. Позже Швингер заметил, что этот переход был отчасти способом сохранить большую интеллектуальную независимость и избежать «доминирования» Брейта и Вигнера, просто сократив продолжительность контакта с ними, работая в разное время.
Швингер получил докторскую степень (PhD) под руководством Раби в 1939 году в возрасте 21 года.
Осенью 1939 года Швингер начал работать в Калифорнийском университете в Беркли под руководством Дж. Роберта Оппенгеймера, где он проработал два года в качестве научного сотрудника NRC.

### Карьера и вклад в науку
После работы с Оппенгеймером первое регулярное академическое назначение Швингера было в Университете Пердью в 1941 году. Находясь в отпуске из Пердью, он работал в радиационной лаборатории Массачусетского технологического института вместо Лос-Аламосской национальной лаборатории во время Второй мировой войны. Оказывал теоретическую поддержку развитию радиолокации. После войны Швингер ушёл из Пердью в Гарвардский университет, где преподавал с 1945 по 1974 год. В 1966 году он стал профессором физики Юджина Хиггинса в Гарварде.
Швингер получил функции Грина во время работы с радаром и использовал эти методы, чтобы сформулировать квантовую теорию поля в терминах локальных функций Грина релятивистски инвариантным способом. Это позволило ему однозначно рассчитать первые поправки к магнитному моменту электрона в квантовой электродинамике. Более ранние работы использовали нековариантные методы, что привели к бесконечным ответам, но дополнительная симметрия в его методах позволила Швингеру выделить правильные конечные поправки.
Швингер разработал перенормировку, сформулировав квантовую электродинамику однозначно до однопетлевого порядка теории возмущений.
В ту же эпоху он ввёл непертурбативные методы в квантовую теорию поля, рассчитав скорость, с которой пары электрон — позитрон создаются путём туннелирования в электрическом поле, процесс, теперь известный как «эффект Швингера». Этот эффект нельзя было увидеть ни в каком конечном порядке в теории возмущений.
Работа Швингера по корреляционным функциям полей и их уравнений движения легла в основание квантовой теории поля. Его подход основанный на квантовом действии и впервые позволил рассматривать бозоны и фермионы в одинаковой манере, используя дифференциальную форму интегрирования Грассмана. Он дал элегантные доказательства теоремы о спиновой статистике и CPT-теоремы и отметил, что алгебра операторов поля приводит к аномальным вкладам Швингера в различных классических тождествах из-за сингулярностей на коротких расстояниях. Это были основополагающие результаты в теории поля, необходимые для правильного понимания аномалий.
В другой известной ранней работе Рарита и Швингер сформулировали абстрактную теорию Паули и Фирца поля со спином 3/2 в конкретной форме, как вектор спиноров Дирака, уравнение Рариты — Швингера. Чтобы поле со спином 3/2 взаимодействовало последовательно, требуется некоторая форма суперсимметрии, и Швингер позже сожалел, что не продвинулся в этой работе достаточно далеко, чтобы открыть суперсимметрию.
Швингер обнаружил, что нейтрино бывают нескольких разновидностей, одно для электрона и одно для мюона. В настоящее время известно три лёгких нейтрино; третий — партнёр тау-лептона.
В 1960-х годах Швингер сформулировал и проанализировал то, что сейчас известно как модель Швингера, квантовая электродинамика в одном пространственном измерении и одном временном измерении, первый пример теории с конфайнментом. Он также был первым, кто предложил электрослабую калибровочную теорию на основе {\displaystyle SU(2)} калибровочной группы со спонтанной нарушенной симметрией до электромагнитной {\displaystyle U(1)} на больших расстояниях. Его ученик Шелдон Глэшоу расширил эту модель до общепринятой модели электрослабого объединения. Он попытался сформулировать теорию квантовой электродинамики с точечными магнитными монополиями, программа, которая имела ограниченный успех, потому что монополи сильно взаимодействуют, когда квант заряда мал.
Подготовив 73 докторские диссертации, Швингер известен как один из самых плодовитых консультантов по физике. Четверо его учеников получили Нобелевские премии: Рой Глаубер, Бенджамин Рой Моттельсон, Шелдон Глэшоу и Уолтер Кон (по химии).

### Поздние годы
У Швингера были смешанные отношения со своими коллегами, потому что он всегда проводил независимые исследования, отличные от современного ему тренда. В частности, Швингер разработал теорию источников, феноменологическую теорию для физики элементарных частиц, которая является предшественницей современной теории эффективного поля. Она рассматривает квантовые поля как явления на больших расстояниях и использует вспомогательные «источники», которые напоминают токи в классических теориях поля. Теория источников — это математически непротиворечивая теория поля с чётко выведенными феноменологическими результатами. Критика со стороны его коллег из Гарварда вынудила Швингера покинуть факультет в 1972 году и перейти в Калифорнийский университет в Лос-Анджелесе. Широко распространена история о том, что Стивен Вайнберг, унаследовавший обшитый панелями офис Швингера в лаборатории Лаймана, нашёл там пару старых ботинок с намекающей надписью: «думаете, вы можете влезть в них?». В Калифорнийском университете в Лос-Анджелесе и до конца своей карьеры Швингер продолжал развивать теорию источников и её различные приложения.
После 1989 года Швингер проявил большой интерес к нетрадиционным исследованиям холодного синтеза. Он написал восемь теоретических статей об этом. Он ушёл из Американского физического общества после того, как они отказались публиковать его статьи. Он чувствовал, что исследования в области холодного синтеза подавляются, а академическая свобода нарушается. Он писал: «Конформизм страшен. Я испытал это на себе, когда представленные работы отклонялись редакторами на основании огульной критики анонимных рецензентов. Замена беспристрастного рецензирования цензурой будет смертью науки».
В своих последних публикациях Швингер предложил теорию сонолюминесценции как явления квантового излучения на большие расстояния, связанного не с атомами, а с быстро движущимися поверхностями в схлопывающемся пузыре, где имеются разрывы диэлектрической проницаемости. Механизм сонолюминесценции, подтверждённый в настоящее время экспериментами, основывается на перегретом газе внутри пузырька как на источнике света.
Швингер был удостоен Нобелевской премии по физике в 1965 году за свою работу по квантовой электродинамике (КЭД) вместе с Ричардом Фейнманом и Шиничиро Томонага. Награды и почести Швингера были многочисленны ещё до того, как он получил Нобелевскую премию. Среди них первая премия Альберта Эйнштейна (1951 г.), Национальная научная медаль США (1964 г.), почётный доктор наук. степени Университета Пердью (1961 г.) и Гарвардского университета (1962 г.), а также премию «Природа света» Национальной академии наук США (1949 г.). В 1987 году Швингер получил премию «Золотая пластина» Американской академии достижений.

### Швингер и Фейнман
Как известного физика Швингера часто сравнивали с другим легендарным физиком своего поколения, Ричардом Фейнманом . Швингер был более склонен к формальностям и предпочитал символические манипуляции в квантовой теории поля. Он работал с локальными полевыми операторами, находил между ними связи и чувствовал, что физики должны понимать алгебру локальных полей, какой бы парадоксальной она ни была. Напротив, Фейнман был более интуитивным, полагая, что физика может быть полностью извлечена из диаграмм Фейнмана, которые давали картину частиц. Швингер прокомментировал диаграммы Фейнмана следующим образом:

Точно так же, как микрочип последних лет, диаграмма Фейнмана демократизировала вычисления.
Оригинальный текст (англ.)Like the silicon chips of more recent years, the Feynman diagram was bringing computation to the masses.

Швингеру не нравились диаграммы Фейнмана, потому что он чувствовал, что они заставляют студента сосредоточиться на частицах и забыть о локальных полях, которые, по его мнению, препятствуют пониманию. Он дошёл до того, что вообще исключил их из своего класса, хотя прекрасно их понимал. Однако истинное различие лежит глубже, что было выражено Швингером в следующем отрывке:

В конце концов, эти идеи привели к квантовой механики, выраженной на языке лагранжиана или действия, появившихся в двух различных, но связанных формах, которые я различаю как «дифференциальную и интегральную». Последняя, возглавляемая Фейнманом, получила широкое освещение в прессе, но я продолжаю верить, что дифференциальная точка зрения более общая, более элегантная и более полезная.
Оригинальный текст (англ.)Eventually, these ideas led to Lagrangian or action formulations of quantum mechanics, appearing in two distinct but related forms, which I distinguish as differential and integral. The latter, spearheaded by Feynman has had all the press coverage, but I continue to believe that the differential viewpoint is more general, more elegant, more useful.

Несмотря на то, что они разделили Нобелевскую премию, Швингер и Фейнман по-разному подходили к квантовой электродинамике и к квантовой теории поля в целом. Фейнман использовал регуляризацию, а Швингер смог формально перенормировать однопетлевую теорию без явного регулятора. Швингер верил в формализм локальных полей, а Фейнман верил в траектории частиц. Они внимательно следили за работой друг друга и уважали друг друга. После смерти Фейнмана Швингер описал его как

Честный человек, выдающийся интуитивист нашего века и яркий пример того, что может ожидать любого, кто осмеливается следовать особым путём.
Оригинальный текст (англ.)An honest man, the outstanding intuitionist of our age, and a prime example of what may lie in store for anyone who dares to follow the beat of a different drum.

### Смерть

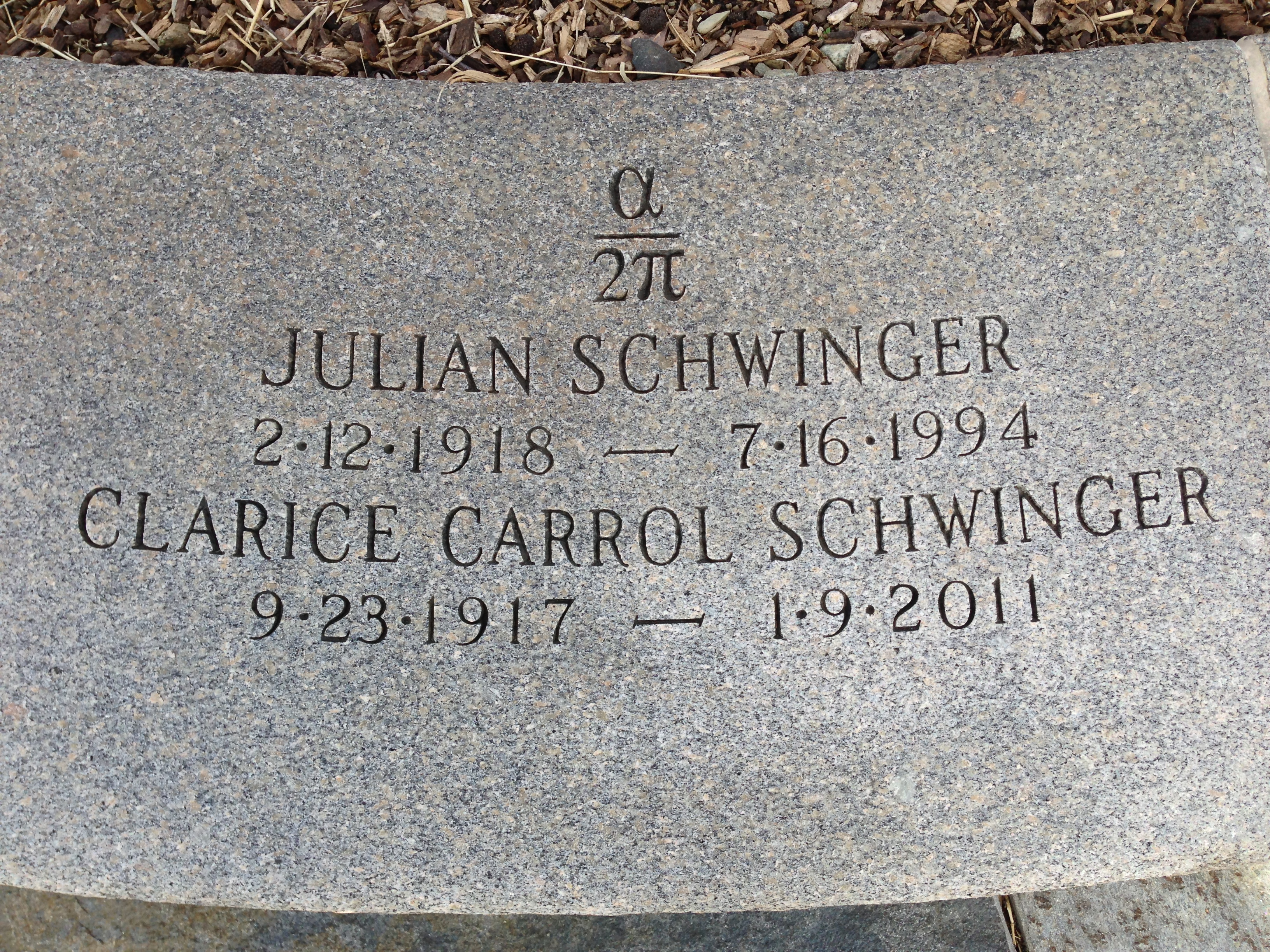
Надгробие Джулиана Швингера на горе. Обернское кладбище в Кембридже, Массачусетс.

Швингер умер от рака поджелудочной железы. Он похоронен на кладбище Маунт Оберн; {\displaystyle {\frac {\alpha }{2\pi }}}, где {\displaystyle \alpha } — постоянная тонкой структуры, выгравирована над его именем на его надгробии. Эти символы относятся к его расчёту поправки к магнитному моменту электрона.

## Награды
- Премия природы света (1949, Национальная академия наук США)
- Премия Эйнштейна (1951)[15]
- Гиббсовская лекция (1960)
- Почётный доктор наук университета Пердью (1961) и Гарвардского университета (1962)
- Национальная научная медаль США (1964)[15]
- Нобелевская премия по физике (1965)[15]

## Избранные работы
- Julian Schwinger. Quantum Electrodynamics. I. A Covariant Formulation (англ.) // Phys. Rev.. — 1948. — Vol. 74. — P. 1439–1461. — doi:10.1103/PhysRev.74.1439.
- Julian Schwinger. Quantum Electrodynamics. II. Vacuum Polarization and Self-Energy (англ.) // Phys. Rev.. — 1949. — Vol. 75. — P. 651–679. — doi:10.1103/PhysRev.75.651.
- Julian Schwinger. Quantum Electrodynamics. III. The Electromagnetic Properties of the Electron—Radiative Corrections to Scattering (англ.) // Phys. Rev.. — 1949. — Vol. 76. — P. 790–817. — doi:10.1103/PhysRev.76.790.
- Julian Schwinger. The Theory of Quantized Fields. I (англ.) // Phys. Rev.. — 1951. — Vol. 82. — P. 914–927. — doi:10.1103/PhysRev.82.914.
- Julian Schwinger. The Theory of Quantized Fields. II (англ.) // Phys. Rev.. — 1953. — Vol. 91. — P. 713–728. — doi:10.1103/PhysRev.91.713.
- Julian Schwinger. The Theory of Quantized Fields. III (англ.) // Phys. Rev.. — 1953. — Vol. 91. — P. 728–740. — doi:10.1103/PhysRev.91.728.
- Julian Schwinger. The Theory of Quantized Fields. IV (англ.) // Phys. Rev.. — 1953. — Vol. 92. — P. 1283–1299. — doi:10.1103/PhysRev.92.1283.
- Julian Schwinger. The Theory of Quantized Fields. V (англ.) // Phys. Rev.. — 1954. — Vol. 93. — P. 615–628. — doi:10.1103/PhysRev.93.615.
- Julian Schwinger. The Theory of Quantized Fields. VI (англ.) // Phys. Rev.. — 1954. — Vol. 94. — P. 1362–1384. — doi:10.1103/PhysRev.94.1362.
- Ю. Швингер. Релятивистская квантовая теория поля (нобелевские лекции по физике 1965 г.) // Успехи физических наук. — Российская академия наук, 1967. — Т. 91, вып. 1. — С. 49—59.